# Aphaenogaster phillipsi
Aphaenogaster phillipsi är en myrart som beskrevs av Wheeler och Mann 1916. Aphaenogaster phillipsi ingår i släktet Aphaenogaster och familjen myror. Inga underarter finns listade i Catalogue of Life.

## Bildgalleri